# Crazy Daisy
 Denne artikel bør gennemlæses af en person med fagkendskab for at sikre den faglige korrekthed.

Crazy Daisy var i sin storhedstid Danmarks største diskotekskæde og havde diskoteker over hele landet. Kæden eksisterer stadigvæk, men er ikke længere Danmarks største diskotekskæde. Det første Crazy Daisy-diskotek åbnede i Vejle i 1991. Nytårsaften 2007 var sidste åbningsdag for Crazy Daisy i Vejle, da der skulle bygges et storcenter på adressen. Crazy Daisy vil ikke genåbne i Vejle, men et nyt NOX-ejet sted med navnene Club FOAM og BAR-MIX åbnede i marts 2009 på Dæmningen i Vejle Midtby. Club FOAM lukkede sidenhen i 2015 og blev til TemaBar.
Diskotekerne fungerer som selvstændige og er tilpasset den by de ligger i. Danmarks største Crazy Daisy lå i Herning og blev i 2007, renoveret for et betydeligt milionbeløb.
Der er sidenhen sket et stort fald i antallet af Crazy Daisy-diskoteker hvor kun en håndfuld diskoteker stadig eksisterer. De Crazy Daisy-diskoteker der stadig har åbent ligger i: Fjerritslev, Haderslev, Næstved, Vejen, Svendborg og Odder.
De fleste Crazy Daisy-diskotekerne er medlem af Nox-kæden. REKOM Group overtog en række beværtninger fra Nox-kæden i 2019, heriblandt Crazy Daisy Næstved. 
Crazy Daisy i Svenborg blev i 2023 benyttet som en af optagelsesstederne for filmen Min evige sommer.

## Lukkede diskoteker
Byer hvor Crazy Daisy har haft diskoteker:
- København
- Kolding (lukket i 2016) [4]
- Lyngby (lukket før 2010) [5]
- Odense (lukket i 2006) [6]
- Tønder (lukket i 2004) [7]
- Nykøbing Mors (lukket i 2014) [8]
- Aarhus Frederiksgade
- Aarhus - Færgen kendt som M/F Broen (lukket i 2009) [9]
- Fredericia (lukket i 2002)
- Kalundborg (lukket i 2005) [10]
- Grindsted (lukket i 2003) [11]
- Slagelse (lukket i 2002)
- Nyborg (lukket i 2005) [12]
- Farum (lukket i 2002) [13]
- Randers (lukket i 2015) [14]
- Aabenraa (lukket i 2008) [15]
- Aalborg (lukket i 1996 - lukket grundet brand)
- Esbjerg (lukket i 1998)
- Silkeborg (lukket i 1998) [16]
- Horsens (lukket i 2014) [17]
- Viborg (lukket i 2016) [18]
- Vejle (lukket i 2007) [19]
- Skanderborg (lukket i 2013) [20]
- Holstebro (lukket i 1997) [21]
- Skive (lukket i 2013) [22]
- Herning (lukket i 2016) [23]
- Aars (lukket i 2023) [24]
- Brønderslev (lukket i 2013) [25]
- Hadsund (lukket i 2012)
- Løkken (lukket i 2007) [26]
- Ringsted (lukket i 2019) [27]
- Skjern (lukket i 2016) [28]